# Deeper Zone
Deeper Zone (с англ. — «Отдалённая зона») — четвёртый и последний перед распадом студийный альбом группы Space. Вышел в 1980 году с продюсером Жаном-Филиппом Ильеско, но без участия Дидье Маруани.

## Об альбоме
Deeper Zone выдержан в стилях диско, spacesynth, спейс-рок, от предыдущих работ отличался заметным влиянием фанка, например, в таких треках как «Mixed Up» и «Love Starring You And Me». Диск записан и сведён на студии Sydney Bechett. Оригинальное издание вышло в 1980 году на фирме Vogue P.I.P.
Впоследствии Маруани отсуживает у Ильеско право на название группы и выкупает права на издание альбома под маркой Space. В 1997 году фирма Polygram переиздаёт альбом на CD, который сильно отличается от оригинальной версии. Так, песни «Inner Voices» и «On The Air» были взяты со сборника 1981 года «The Best Of Space», на котором представлены их укороченные версии. Также ускорены песни «Mixed Up» и «Love Starring You And Me», и в них перепутаны правый и левый каналы. В таком виде альбом переиздают компании BMG в 2002 году и Gala Records в 2007 году. В эти издания добавлены треки «Tender Force» и «Robbots» из неизданного альбома 1981 года «Tender Force».

## Список композиций
Авторы музыки: Ролан Романелли (1-3, 5, 6), Яник Топ (1—3), Дж. Браун (4), Иоганн-Себастьян Бах (5), Пол Джонс (6).
1. Deeper Zone (7:14);
2. Inner Voices (6:53);
3. Space Media (3:30);
4. Mixed Up (5:56);
5. On The Air (5:23);
6. Love Starring You And Me (5:37).

## Участники записи
- Ролан Романелли — синтезаторы, фортепиано, автор музыки;
- Патрис Тисон — гитара;
- Яник Топ — бас-гитара, автор музыки;
- Сисси Стоун — вокал (4, 6);
- Джо Хаммер — ударные.
- Звукорежиссёр: Патрик Френьё;
- Дизайн обложки: Бернар Мони.

## Кавер-версии
- В 1987 году на альбоме «Memoires» Ролан Романелли записывает альтернативную версию трека «Deeper Zone», которая называется так же, как и альбом — «Memoires».
- В 1990 году итало-диско-проект Koto записал кавер-версию трека «Tender Force» на альбоме «Koto Plays World Syntesizer Hits».
- В 1996 году треки «On The Air» и «Love Starring You And Me» попадут на альбом «Space In A Trance» в слегка изменённом виде. Инструментальный трек «On The Air» стал песней «In The Air», а к песне «Love Starring You And Me» был добавлен текст.